# Eliminación de denominadores
En matemáticas, el método de eliminación de denominadores, también llamado de simplificación de fracciones, es una técnica para simplificar una ecuación equiparando dos expresiones que son cada una una suma de funciones racionales, que incluyen fracciones simples.

## Ejemplo
Considérese la ecuación
{\displaystyle {\frac {x}{6}}+{\frac {y}{15z}}=1.}
El mínimo común múltiplo de los dos denominadores 6 y 15z es 30z. Entonces, se multiplican ambos lados por 30z:
{\displaystyle 5xz+2y=30z.\,}
El resultado es una ecuación sin fracciones.
La ecuación simplificada no es totalmente equivalente a la original. Porque cuando se sustituye y= 0 y z= 0 en la última ecuación, ambos lados se simplifican a 0, por lo que se obtiene 0 = 0, una verdad matemática. Pero la misma sustitución aplicada a la ecuación original da como resultado x/6 + 0/0= 1, que es matemáticamente carente de sentido.

## Descripción
Sin pérdida de generalidad, se puede suponer que un miembro de la ecuación es 0, ya que una ecuación E1= E2 se puede reescribir de manera equivalente en la forma E1 − E2= 0.
Así que la ecuación tiene la forma
{\displaystyle \sum _{i=1}^{n}{\frac {P_{i}}{Q_{i}}}=0.}
El primer paso es determinar un denominador común D de estas fracciones, preferiblemente el mínimo común denominador, que es el mínimo común múltiplo de Qi.
Esto significa que cada Qi es un factor de D, y entonces D= RiQi para alguna expresión Ri que no sea una fracción. Luego
{\displaystyle {\frac {P_{i}}{Q_{i}}}={\frac {R_{i}P_{i}}{R_{i}Q_{i}}}={\frac {R_{i}P_{i}}{D}}\,,}
siempre que RiQi no asuma el valor 0, en cuyo caso también D es igual a 0.
Entonces se tiene que
{\displaystyle \sum _{i=1}^{n}{\frac {P_{i}}{Q_{i}}}=\sum _{i=1}^{n}{\frac {R_{i}P_{i}}{D}}={\frac {1}{D}}\sum _{i=1}^{n}R_{i}P_{i}=0.}
Siempre que D no asuma el valor 0, la última ecuación es equivalente a
{\displaystyle \sum _{i=1}^{n}R_{i}P_{i}=0\,,}
en el que los denominadores han desaparecido.
Como se muestra en las condiciones, se debe tener cuidado de no introducir ceros de D (vistos como funciones de los valores desconocidos de la ecuación), como soluciones espurias.

## Ejemplo 2
Considérese la ecuación
{\displaystyle {\frac {1}{x(x+1)}}+{\frac {1}{x(x+2)}}-{\frac {1}{(x+1)(x+2)}}=0.}
El mínimo común denominador es x(x + 1)(x + 2).
Seguir el método descrito anteriormente da como resultado
{\displaystyle (x+2)+(x+1)-x=0.}
Simplificando la expresión todavía más se genera la solución x= −3.
Se comprueba fácilmente que ninguno de los ceros de x(x + 1)(x + 2), a saber, x= 0, x= −1 y x= −2, es una solución de la ecuación final, por lo que no se introdujeron soluciones falsas.